# Міжрічанська сільська рада
Міжрічанська сільська́ ра́да — орган місцевого самоврядування у складі Болехівської міської ради Івано-Франківської області. Адміністративний центр — село Міжріччя.

## Загальні відомості
- Міжрічанська сільська рада утворена в 1940 році. 7 червня 1946 року указом Президії Верховної Ради УРСР село Чолхани Болехівського району перейменовано на Міжріччя і Чолханівську сільську Раду — на Міжрічанську.[1].[2] Сільрада відновлена 21 вересня 1993 року.
- Територія ради: 3,972 км²
- Населення ради: 1891 особа (станом на 2001 рік)
- Територією ради протікає річка Свіча.

## Населені пункти
Сільській раді підпорядковані населені пункти:
- с. Міжріччя
- с. Заріччя

## Склад ради
Рада складається з 16 депутатів та голови.
- Голова ради: Зазуляк Іван Васильович
- Секретар ради: Герило Лілія Михайлівна

### Керівний склад попередніх скликань
| ПІБ                      | Основні відомості                                                 | Дата обрання | Дата звільнення |
| ------------------------ | ----------------------------------------------------------------- | ------------ | --------------- |
| Капець Василь Михайлович | Сільський голова, 1948 року народження, безпартійний              | 26.03.2006   | 31.10.2010      |
| Зазуляк Іван Васильович  | Сільський голова, 1967 року народження, освіта вища, безпартійний | 31.10.2010   |                 |

Примітка: таблиця складена за даними джерела

### Депутати
За результатами місцевих виборів 2010 року депутатами ради стали:

#### За суб'єктами висування
| Суб'єкт висування         | Кількість обраних депутатів | %    |
| ------------------------- | --------------------------- | ---- |
| Самовисування             | 11                          | 68,8 |
| Українська Народна Партія | 4                           | 25   |
| Партія «Відродження»      | 1                           | 6,3  |

#### За округами
| № округу                  | Прізвище, ім'я, по батькові  | Дата визнання обраним | Освіта                    | Партійна приналежність | Відомості про обраного депутата                                             |
| ------------------------- | ---------------------------- | --------------------- | ------------------------- | ---------------------- | --------------------------------------------------------------------------- |
| Партія «ВІДРОДЖЕННЯ»      |                              |                       |                           |                        |                                                                             |
| 3                         | Василюк Леся Дмитрівна       | 01.11.2010            | Освіта вища               | позапартійна           | тимчасово не працює                                                         |
| Українська Народна Партія |                              |                       |                           |                        |                                                                             |
| 1                         | Шопоняк Богдан Федорович     | 01.11.2010            | Освіта середня спеціальна | позапартійний          | тимчасово не працює                                                         |
| 6                         | Герило Лідія Ярославівна     | 01.11.2010            | Освіта вища               | позапартійна           | Міжріччанська сільська рада, бухгалтер                                      |
| 8                         | Кирик Марія Михайлівна       | 01.11.2010            | Освіта вища               | позапартійна           | Міжріччанська сільська рада, землевпорядник                                 |
| 11                        | Іванів Ольга Василівна       | 01.11.2010            | Освіта середня спеціальна | позапартійна           | с. Міжріччя, медсестра                                                      |
| Самовисування             |                              |                       |                           |                        |                                                                             |
| 2                         | Шопоняк Ліда Іванівна        | 01.11.2010            | Освіта середня спеціальна | позапартійна           | м. Долина, касир                                                            |
| 4                         | Лапків Галина Раманівна      | 01.11.2010            | Освіта середня спеціальна | позапартійна           | с. Міжріччя, акушер                                                         |
| 5                         | Герило Лілія Михайлівна      | 01.11.2010            | Освіта вища               | позапартійна           | Міжріччанська сільська рада, секретар                                       |
| 7                         | Зозуляк Іванна Степанівна    | 01.11.2010            | Освіта середня            | позапартійна           | тимчасово не працює                                                         |
| 9                         | Дяків Любомира Миколаївна    | 01.11.2010            | Освіта середня спеціальна | позапартійна           | підприємець                                                                 |
| 10                        | Костів Ольга Василівна       | 01.11.2010            | Освіта середня спеціальна | позапартійна           | с. Міжріччя, начальник відділення зв'язку                                   |
| 12                        | Чикаловська Галина Архипівна | 01.11.2010            | Освіта вища               | позапартійна           | Міжріччанська загальноосвітня школа, вчитель української мови та літератури |
| 13                        | Делевин Богдан Любомирович   | 01.11.2010            | Освіта середня спеціальна | позапартійний          | тимчасово не працює                                                         |
| 14                        | Савчук Марія Степанівна      | 01.11.2010            | Освіта середня спеціальна | позапартійна           | тимчасово не працює                                                         |
| 15                        | Шопоняк Ігор Васильович      | 01.11.2010            | Освіта середня            | позапартійний          | м. Долина, лісничий                                                         |
| 16                        | Чекаловська Люба Василівна   | 01.11.2010            | Освіта вища               | позапартійна           | тимчасово не працює                                                         |